# Колин Фърт
Колин Андрю Фърт, CBE (на английски: Colin Andrew Firth) е британски театрален и филмов актьор и продуцент.
В средата на 80-те години е идентифициран с групата изгряващи млади британски актьори, изпълнявайки предизвикателна поредица от роли, включително главни роли в игралните филми A Month in the Country (1987), Tumbledown (1988) и „˞Валмон“ (1989). Неговият образ на г-н Дарси в „Гордост и предразсъдъци“ – телевизионна адаптация от 1995 г. на романа на Джейн Остин води до широко внимание и до роли в по-известни филми като „Английският пациент“ (1996), „Влюбеният Шекспир“ (1998), „Колко е важно да бъдеш сериозен“ (2002), „Момичето с перлената обица“ (2003) и „Наистина любов“ (2003), ролята на Марк Дарси в романтичните комедии „Дневникът на Бриджит Джоунс“ (2001), „Бриджит Джоунс: На ръба на разума“ (2004) и „Бриджит Джоунс: Бебе на хоризонта“ (2016), и тази на Хари Брайт в музикалните комедии „Mamma Mia!“ (2008) и „Отново заедно!“ (2018).
През 2009 г. Фърт получава международно признание за изпълнението си във филма на Том Форд „Самотен мъж“, за което печели наградата на БАФТА и Купа „Волпи“ за най-добър актьор и получава първата си номинация за „Оскар“. През 2010 г. превъплъщението му в крал Джордж VI във филма на Том Хупър „Речта на краля“ му печели „Оскар“ за най-добър актьор. Впоследствие той се появява като агента на МИ6 Бил Хейдън в „Дама, поп, асо, шпионин“ (2011) и като таен агент Хари Харт / агент Галахад в „Kingsman: Тайните служби“ (2014) и неговото продължение „Kingsman: Златният кръг“ (2017). Оттогава той се появява в музикалния фентъзи филм „Мери Попинз се завръща“ (2018), военния филм „1917“ (2019) и романтичния филм „Пътуване към спомените“ (2020). Той също така е известен с изпълненията си в телевизията, включително във филма „Заговор“ на Би Би Си (2001) и в министериала The Staircase (2022) на Хоум Бокс Офис, получавайки номинации за наградата „Еми“ в праймтайм за всеки от тях.
През 2012 г. основава продуцентската компания „Рейндог Филмс“, където работи като продуцент на „Война на дронове“ (2015) и Loving (2016). Неговите филми печелят повече от 3 млрд. долара от 42 издания по целия свят. Фърт води кампании за правата на коренното население и е член на организацията за защита на човешките права „Сървайвал Интернешънъл“. Той също така води кампании по въпросите на търсещите убежище, правата на бежанците и околната среда. Поръчва и е съавтор на научно изследване на разликите в структурата на мозъка между хора с различни политически ориентации.
Носител е на различни награди, включително Награда на филмовата академия на САЩ, две награди на БАФТА, Наградата „Златен глобус“, две „Европейски филмови награди“, Награда „Сателит“ и три награди на Гилдията на актьорите. През 2011 г. е номиниран за Командор на Ордена на Британската империя от кралица Елизабет II в Бъкингамския дворец за заслугите му към драматургията. Същата година получава звезда на Холивудската алея на славата и се появява в списъка на 100-те най-влиятелни хора в света на списание „Тайм“.

## Биография
Фърт е роден в село Грейшот, Хампшър. Майка му Шърли Джийн (по баща Ролс), е лектор по сравнително религиознание в колежа „Крал Алфред“ (сега Университет на Уинчестър), а баща му Дейвид Норман Луис Фърт, е преподавател по история в същия колеж и служител по образованието на нигерийското правителство. Фърт е най-голямото от три деца: сестра му Кейт е актриса и гласов треньор, а брат му Джонатан също е актьор. Неговите баба и дядо по майчина линия са свещеници конгрегашанци, а дядо му по бащина линия е англикански свещеник. Те извършват мисионерска работа в чужбина и двамата му родители са родени и прекарват част от детството си в Индия.
Като дете Фърт често пътува поради работата на родителите си, прекарвайки няколко години в Нигерия. Когато е на 11 г., живее в Сейнт Луис, Мисури, което описва като труден период. При завръщането си в Англия учи в средното училище „Монтгомъри ъф Аламейн“ (днес „Кингс Скул“), което по това време е държавно общообразователно училище в Уинчестър, Хампшър. Той е обект на тормоз. За да се противопостави на това, той възприема хампшърски акцент на местната работническа класа и имитира липсата на интерес на своите съученици към учебната работа.
Фърт започва да посещава драматични семинари на 10-годишна възраст и на 14 г. решава да бъде професионален актьор. До гимназията не харесва училището и го смята за скучно. Въпреки това в Колеж „Бартън Певърил“ в Истли, Хампшър, ентусиазирана учителка Пени Едуардс събужда любовта му към английската литература и Фърт казва, че двете години, прекарани там, са сред най-щастливите в живота му.
След матурата се премества в Лондон и се присъединява към Националния младежки театър, където създава много контакти и получава работа в гардеробния отдел в Националния театър. Впоследствие учи в Драматичния център в Лондон.

## Кариера

### 1983 – 1995 г.: Ранна работа и пробив
Играейки Хамлет в продукцията на Драматичния център на Лондон в края на годината, Фърт е забелязан от драматурга Джулиан Мичъл, който го избира за ролята на гей и амбициозен частен ученик Гай Бенет в продукцията на Театър „Уест Енд“ от 1983 г. на пиесата Another Country. През 1984 г. Фърт прави филмовия си дебют като Томи Джъд – хетеросексуалния училищен приятел на Гай Бенет (Рупърт Евърет), в екранната адаптация на същата пиеса. Това е началото на дългогодишна публична вражда между Фърт и Еверет, която в крайна сметка е разрешена. Той участва със сър Лорънс Оливие в минисериала „Изгубени империи“ (1986) – телевизионна адаптация на романа на Джон Пристли.
През 1987 г. Фърт и други изгряващи британски актьори като Тим Рот, Брус Пейн и Пол Макган са наречени „Брит глутница“ (на англ. Brit Pack). През същата година той се появява с Кенет Брана във филмовата версия на „Месец на село“ на Джоузеф Лойд Кар. Той изобразява реалния британски войник Робърт Лорънс, МС, в драматизацията на Би Би Си от 1988 г. Tumbledown. Лорънс е тежко ранен в битката при планината Тъмбълдаун по време на Фолкландската война и филмът описва подробно борбите му да се приспособи към увреждането си, докато се сблъсква с безразличието на правителството и обществеността. По онова време това предизвиква полемика, като критиките идват от левите и десните страни на политическия спектър. Въпреки това изпълнението носи на Фърт наградата за най-добър актьор на Кралското телевизионно дружество и номинацията за телевизионната награда на БАФТА през 1989 г. През 1989 г. той играе главната роля във филма „Валмон“ на Милош Форман, базиран на романа „Опасни връзки“. Излязъл само година след филма „Опасни връзки“, той не оказва голямо влияние в сравнение с него. През същата година актьорът също играе параноичен, социално неудобен герой в аржентинския психологически трилър „Апартамент нула“.
Фърт най-накрая се превръща в британско име с ролята си на високомерния аристократ г-н Дарси в телевизионната адаптация на Би Би Си от 1995 г. на романа „Гордост и предразсъдъци“ на Джейн Остин. Сериалът има международен успех и неочаквано издига Фърт до звезда, отчасти поради сцена, която не е от романа, в която той излиза от езеро, плувайки с мокра риза. Въпреки че няма против да бъде признат за „романтичен идол като Дарси с тлеещ сексуален облик“ в роля, която „официално го превърна в предизвикваща сърцебиене“, той изразява желание да не бъде свързван с „Гордост и предразсъдъци“ завинаги. Следователно той не желае да приема подобни роли.

### 1996 – 2008 г.: Романтични и ансамблови филми
За известно време изглежда, че г-н Дарси ще засенчи останалата част от кариерата на Фърт и има хумористични намеци за ролята в следващите му пет филма. Най-забележителното е избирането му за ролята на влюбения Марк Дарси във филмовата адаптация на романа „Дневникът на Бриджит Джоунс“, която сама по себе си е съвременен преразказ на „Гордост и предразсъдъци“. Фърт приема ролята, тъй като я вижда като възможност да осмее героя си г-н Дарси. Филмът е много успешен и добре харесан от критиката. Продължението от 2004 г. „Бриджит Джоунс: На ръба на разума“ е предимно критикувано от критиците, но все пак е финансово успешно.
Преди това Фърт има значителна поддържаща роля в „Английският пациент“ (1996) като съпруг на героинята на Кристин Скот Томас, чиято ревност от нейната изневяра води до трагедия. През същата година той играе и съпруга на героя на сестрата на Кристин, Серина Скот Томас, в телевизионния минисериал Nostromo. Той има части в леки романтични исторически драми като „Влюбеният Шекспир“ (1998), „Относителни ценности“ (2000) и „Колко е важно да бъдеш сериозен“ (2002). Той се появява в няколко телевизионни продукции, включително „Донован Куик“ (актуализирана версия на Дон Кихот) (1999), и има по-сериозна роля като д-р Вилхелм Щукарт в „Заговор“ (2001), засягаща нацистката Ванзейска конференция, за която той е номиниран за наградата „Еми“ в праймтайм
Фърт участва в звездния състав на филма на Ричард Къртис „Наистина любов“ (2003) – друг финансов успех, който разделя критиците. Той също така играе романтична главна роля в „Извор на надежда“, но получава много лоши отзиви и не оказва голямо влияние в боксофиса. Той играе ролята на бащата на героя на Аманда Байнс в тийнейджърската комедия от 2003 г. „Какво искат момичетата“, базирана на пиесата The Reluctant Debutante. Той играе и художника Йоханес Вермер срещу Скарлет Йохансон във филма „Момичето с перлената обица“ от 2003 г.; някои критици хвалят финеса и разкошните визуализации на филма, докато други го намират за почти сдържан, досаден и лишен от емоции. Въпреки това получава предимно положителни отзиви, има умерен успех и спечели няколко награди и номинации.
През 2005 г. Фърт се появява в „Бавачката Макфий“ с Ема Томпсън, в който той играе затруднен овдовял баща, това е рядко начинание за него във фентъзи жанра. Той също така се появява в „Къде се крие истината“ – завръщане към някои от по-мрачните му, по-интензивни ранни роли, които включват прословута сцена с бисексуална оргия. Други филми от това време включват „Тя ме откри“ (2007) с Хелън Хънт и „Последният легион“ (2007) с Айшвария Рай.
През 2008 г. Фърт играе възрастния Блейк Морисън, който си спомня трудната си връзка с болния си баща във филмовата адаптация на мемоарите на Морисън „Кога за последно видя баща си?“. Като цяло получава положителни отзиви.
Филмовата адаптация на „Mamma Mia!“ (2008) е първият опит на Фърт в мюзикълите. Той описва преживяването като „малко нервно разкъсващо“, но вярва, че се е отървал леко, като му е възложена задачата да изпълни една от по-малко взискателните песни – Our Last Summer. Mamma Miaǃ става най-касовият британски филм на всички времена, който печели над 600 млн. долара по целия свят. Подобно на „Наистина любов“ той поляризира критиците. Същата година Фърт участва и в „Семейна война“, показан на Филмовия фестивал в Рим с отлични отзиви. Той участва в „Генуа“, чиято премиера беше на Международния филмов фестивал в Торонто през 2008 г. През 2009 г. Фърт се появява в „Коледна песен“ – адаптация на романа на Чарлз Дикенс, използваща процедурата за улавяне на движението, където играе оптимистичния племенник на Скрудж, Фред.

### 2009 – 2011 г.: Критичен успех
На 66-ия Международен филмов фестивал във Венеция през 2009 г. Фърт получава Купа „Волпи“ за най-добър актьор за ролята си в режисьорския дебют на Том Форд „Самотен мъж“ като професор в колеж, който се бори със самотата след смъртта на своята дългогодишна партньорка. Изпълнението му му носи най-добрите отзиви в кариерата му и номинации за „Оскар“, „Златен глобус“, Наградата на Гилдията на актьорите, Наградата на БАФТА и на BFCA, като печели Наградата на БАФТА за най-добър актьор в главна роля през февруари 2010 г.
Фърт участва във филма от 2010 г. „Речта на краля“ като принц Албърт, херцог на Йорк/крал Джордж VI, описвайки усилията му да преодолее говорния си дефект, докато става монарх на Обединеното кралство в края на 1936 г. Филмът е аплодиран на Международния филмов фестивал в Торонто (TIFF). Прожекцията на филма на фестивала съвпада с 50-ия рожден ден на Фърт и е наречена „най-добрият подарък за 50-ия рожден ден“. На 16 януари 2011 г. той печели „Златен глобус“ за изпълнението си във филма в категорията за най-добър актьор в драма. Гилдията на киноактьорите му присъжда наградата за най-добър актьор на 30 януари 2011 г. През февруари 2011 г. той печели втората си поредна награда за най-добър актьор на наградите на БАФТА за 2011 г. и получава „Оскар“ за най-добра мъжка роля на 27 февруари 2011 г. Филмът спечели 414 211 549 долара в световен мащаб.
Фърт се появява като старшия британски таен агент Бил Хейдън в адаптацията от 2011 г. на романа на Джон льо Каре „Дама, поп, асо, шпионин“, режисирана от Томас Алфредсън и с участието на Гари Олдман, Бенедикт Къмбърбач, Том Харди, Марк Стронг и Джон Хърт. Събира предимно отлични отзиви.

### 2012 – 2022 г.: Утвърден актьор
През май 2011 г. Фърт започва снимките на „Гамбит“ – римейк на криминалния филм от 60-те г., в ролята, първоначално изиграна от Майкъл Кейн. Той е пуснат в Обединеното кралство през ноември 2012 г. и е финансов и критичен провал. През 2012 г. Фърт съосновава „Рейндог Филмс“ с изпълнителния директор на британската музикална индустрия и предприемач Гед Дохърти. Първият му игрален филм „Война на дронове“, за който Фърт е копродуцент, е пуснат през април 2016 г.
През май 2013 г. е обявено, че Фърт е подписал да си партнира с Ема Стоун в романтичната комедия на Уди Алън „Магия в полунощ“, която се развива през 20-те години на 20. век и е заснета на Френската ривиера. През 2014 г. той прави първата си роля като Хари Харт/агент Галахад в шпионския екшън филм „Kingsman: Тайните служби“, който печели 414,4 млн. долара срещу бюджет от 81 млн.
През юни 2015 г. актьорът започва да снима историята на аматьорския яхтсмен Доналд Кроухърст в „Милост“, заедно с Рейчъл Вайс, Дейвид Тюлис и Джонатан Бейли. През 2016 г. Фърт повтаря популярната си роля на Марк Дарси в „ Бебе на хоризонта“, която се представя много по-добре сред публиката и критиците от втория в поредицата („Бриджит Джоунс: На ръба на разума“). Той се превъплъщава в американския редактор Макс Пъркинс в „Геният“, партнирайки на Джуд Лоу като автора Томас Улф и базиран на биографията на А. Скот Бърг Max Perkins: Editor of Genius. През 2016 г. Фърт започва снимките на режисьорския дебют на Рупърт Евърет „Щастливият принц“ – биографичен филм за Оскар Уайлд, като играе ролята на приятеля на Уайлд Реджиналд „Реджи“ Търнър.
През 2017 г. той повтаря ролята си на Джейми от „Наистина любов“ от 2003 г. в телевизионния късометражен филм „Наистина е Денят на червения нос“ на оригиналния сценарист и режисьор Ричард Къртис. Също същата година Фърт се завръща като Хари Харт/агент Галахад в продължението „Kingsman: Златният кръг. През 2018 г. повтаря ролята си на Хари Брайт в продължението „Отново заедно“. През същата година той се появява и като Уилям Уедърол Уилкинс в музикалния фентъзи филм „Мери Попинз се завръща“ с участието на Емили Блънт в главната роля. Той също играе британския военноморски командир Дейвид Ръсел във филма на Томас Винтерберг „Курск“ – филм за истинската история на катастрофата на подводницата Курск през 2000 г., в който той играе заедно с Матиас Шонартс. През 2019 г. има епизодична роля като британски генерал Еринмор във филма на Сам Мендес за Първата световна война „1917“. Развиващ се през 1947 г. в Англия, Фърт участва с Джули Уолтърс в „Тайната градина“ и по-късно през 2020 г. със Стенли Тучи в „Пътуване към спомените“ (Supernova). През 2021 г. участва в романтичната драма „Майчина неделя“, режисирана от Ева Хюсън. През декември 2021 г. той получава роля в драматичния филм на Сам Мендес „Империята на светлината“ с участието на Оливия Колман. Играе ролята на Юен Монтагю в „Операция „Дезинформация““ през април 2022 г. Фърт се завръща в телевизията през май 2022 г. с участието на Майкъл Питърсън в продукцията на HBO The Staircase.

## Личен живот
От 1989 до 1994 г. Колин Фърт има любовна връзка с актрисата Мег Тили, с която се среща на снимачната площадка на филма на Милош Форман „Валмон“. През 1990 г. се ражда синът им Уилям Джоузеф Фърт. Уилям става актьор, появявайки се с баща си в „Бриджит Джоунс: Бебе на хоризонта“ през 2016 г. Семейството се премества в Лоуър Мейнленд на Британска Колумбия, Канада. Актьорската кариера на Фърт се забавя, докато не се разделят през 1994 г. и той се връща в Обединеното кралство.
По време на снимките на „Гордост и предразсъдъци“ Фърт започва романтична връзка с колежката му Дженифър Или, която получава медийно внимание едва след раздялата им.
През 1997 г. Фърт се жени за италианската активистка Ливия Джуджоли (р. 4 септември 1969 г.). Двамата имат двама сина, Лука и Матео. Фърт говори свободно италиански език. Семейството разделя времето си между Уонзуърт, Лондон, и Умбрия, Италия. Двойката се разделя през 2019 г.
Фърт е яростен противник на Брекзит. След победата на референдума и последвалата несигурност относно правата на гражданите извън ЕС, той кандидатства за двойно гражданство (британско и италианско) през 2017 г., за да има същите паспорти като съпругата и децата си.  Италианският вътрешен министър Марко Минити обявява, че молбата на Фърт е одобрена на 22 септември 2017 г.
През 2011 г., след като печели „Оскар“ за превъплъщението си в крал Джордж VI в „Речта на краля“, Фърт предполага, че може да е републиканец (антимонархист) в интервю за Си Ен Ен с Пиърс Морган, като казва, че гласуването е „едно от любимите му неща“ и че неизбраните институции са „проблем за него“.
Взима дейно участие в редица благотворителни кампании.

## Участия
| година | филм                                         | оригинално заглавие                                          | роля                                 | режисьор                       | Филмов жанр                      | Бележки                     |
| ------ | -------------------------------------------- | ------------------------------------------------------------ | ------------------------------------ | ------------------------------ | -------------------------------- | --------------------------- |
| 1984   | Друга страна                                 | Another Country                                              | Томи Джуд                            | Марек Каниевска                | драма, биографичен               |                             |
| 1984   | Дамата с камелиите                           | Camille                                                      | Арман Дювал                          | Дезмънд Дейвис                 | драма, романтичен                | тв филм                     |
| 1985   | 1919                                         | Nineeen Nineteen                                             | Младият Александър                   | Хю Броуди                      | драма                            |                             |
| 1985   | Холандски момичета                           | Dutch Girls                                                  | Трулав                               | Джил Фостър                    | комедия, драма, романтичен       | тв филм                     |
| 1987   |                                              | A Month in the Country                                       | Бъркин                               | Пат О'Конър                    | драма                            |                             |
| 1987   |                                              | Tales from the Hollywood Hills: Pat Hobby Teamed with Genius | Рене Уилкокс                         | Ров Томпсън                    | драма                            | тв филм                     |
| 1987   | Тайната градина                              | The Secret Garden                                            | Колин Крейвън като голям             | Алан Гринт                     | драма, семеен                    | тв филм                     |
| 1988   |                                              | Thumbledown                                                  | Робърт Лоурънс                       | Ричард Айър                    | драма, биографичен, военен       | тв филм                     |
| 1988   |                                              | Apartment Zero                                               | Адриан ЛеДюк                         | Мартин Донован                 | драма, мистерия, трилър          |                             |
| 1989   | Валмон                                       | Valmont                                                      | Валмон                               | Милош Форман                   | драма, романтичен                |                             |
| 1990   |                                              | Wings of Fame                                                | Браян Смит                           | Отакар Воточек                 | комедия, драма, фентъзи          |                             |
| 1991   | Фаталната жена                               | Femme Fatale                                                 | Джоузеф Принс                        | Андре Р. Гутфройнд             | драма, мистерия                  |                             |
| 1992   | Луд на Луната                                | Mad at the Moon                                              | бръснар                              | Мартин Донован                 | ужаси, романтичен, уестърн       | некредитиран                |
| 1992   |                                              | Hostages                                                     | Джон МакКарти                        | Дейвид Уитли                   | драма                            | тв филм                     |
| 1993   | Часът на прасето                             | The Advocat или The Hour of the Pig                          | Ричард Куртоа                        | Лесли Мегахей                  | драма, криминален                |                             |
| 1994   |                                              | Playmaker                                                    | Рос Талбърт/Майкъл Кондрън           | Юри Зелтсер                    | драма, мистерия, трилър          |                             |
| 1995   | Кръг от приятели                             | Circle of Friends                                            | Саймън Уестуорд                      | Пат О'Комър                    | драма, романтичен                |                             |
| 1996   | Английският пациент                          | The English Patient                                          | Джефри Клифтън                       | Антъни Мингела                 | драма, романтичен, военен        |                             |
| 1997   | Футболна треска                              | Fever Pitch                                                  | Пол Ашуорт                           | Дейвид Еванс                   | драма, комедия, романтичен       |                             |
| 1997   | Хиляда акра                                  | A Thousand Acres                                             | Джес Кларк                           | Джослин Мурхауз                | драма                            |                             |
| 1998   | Влюбеният Шекспир                            | Shakespeare in Love                                          | Лорд Уесекс                          | Джон Мадън                     | комедия, драма, исторически      |                             |
| 1999   | Животът ми дотук                             | My Life So Far                                               | Едуард                               | Хю Хъдсън                      | биографичен, комедия, драма      |                             |
| 1999   |                                              | The Secret Laughter of Women                                 | Матю Филд                            | Питър Швабах                   | комедия, драма, романтичен       |                             |
| 1999   | Черното влечуго: Напред, назад               | Blackadder Back & Forth                                      | Шекспир                              | Пол Уейланд                    | исторически, комедия             | късометражен                |
| 1999   |                                              | The Turn of the Screw                                        | Мастър                               | Бен Болт                       | драма, ужаси, трилър             | тв филм                     |
| 2000   | Относителни ценности                         | Relative Values                                              | Питър Ингълтън                       | Ерик Стайлс                    | комедия                          |                             |
| 2000   | Донован Куик                                 | Donovan Quick                                                | Донован Куик                         | Дейвид Блеър                   | драма                            | тв филм                     |
| 2001   | Дневникът на Бриджит Джоунс                  | Bridget Jones's Diary                                        | Марк Дарси                           | Шарън Магуайър                 | комедия, драма, романтичен       |                             |
| 2001   | Заговор                                      | Conspiracy                                                   | Вилхелм Стюкарт                      | Франк Пирсън                   | биографичен, драма, исторически  | тв филм                     |
| 2001   |                                              | Fourplay или Londinium                                       | Алан Портланд                        | Майк Биндер                    | комедия                          |                             |
| 2001   |                                              | We Know Where You Live                                       | себе си                              | Деклан Лоуни                   | комедия                          | тв филм                     |
| 2002   | Колко е важно да бъдеш сериозен              | The Importance of Being Earnest                              | Джак                                 | Оливър Паркър                  | комедия, драма, романтичен       |                             |
| 2003   | Извор на надежда                             | Hope Springs                                                 | Колин Уеър                           | Марк Хърман                    | комедия, романтичен              |                             |
| 2003   | Наистина любов                               | Love Actually                                                | Джейми                               | Ричард Къртис                  | комедия, драма, романтичен       |                             |
| 2003   | Момичето с перлената обица                   | Girl with a Pearl Earring                                    | Йоханес Вермер                       | Питър Уебър                    | драма, биографичен, романтичен   |                             |
| 2003   | Какво искат момичетата                       | What A Girl Wants                                            | Лорд Хенри Дашуд                     | Дени Гордън                    | комедия, драма, романтичен       |                             |
| 2004   | Травма                                       | Trauma                                                       | Бен                                  | Марк Еванс                     | драма, мистерия, трилър          |                             |
| 2004   | Бриджит Джоунс: На ръба на разума            | Bridget Jones: The Edge of Reason                            | Марк Дарси                           | Бейбан Кидрон                  | комедия, драма, романтичен       |                             |
| 2005   | Бавачката Макфий                             | Nanny McPhee                                                 | мистър Седрик Браун                  | Кърк Джоунс                    | семеен, фентъзи, комедия         |                             |
| 2005   | Къде се крие истината                        | Where the Truth Lies                                         | Винс Колинс                          | Атом Егоян                     | криминален, драма, мистерия      |                             |
|        |                                              | Bridget Jones Interviews Colin Firt                          | себе си                              |                                |                                  | късометражен, неизписан     |
| 2006   |                                              | Born Equal                                                   | Марк                                 | Доминик Саваж                  | драма                            | тв филм                     |
| 2007   |                                              | Celebration                                                  | Расъл                                | Джон Краули                    | драма                            | тв филм                     |
| 2007   | Последният легион                            | The Last Legion                                              | Аврелий                              | Дъг Лефлър                     | екшън, приключенски, фентъзи     |                             |
| 2007   | Кога за последно видя баща си?               | And When Did You Last See Your Father?                       | Блейк                                | Ананд Такър                    | драма, биографичен               |                             |
| 2007   | Тя ме откри                                  | Then She Found Me                                            | Франк                                | Хелън Хънт                     | комедия, драма, романтичен       |                             |
| 2007   | Св. Тринианс                                 | St. Trinian's                                                | Джофри Тоуейтс                       | Оливър Паркър, Барнаби Томпсън | комедия, семеен                  |                             |
| 2008   | Съпруга по неволя                            | The Accidental Husband                                       | Ричард                               | Грифин Дън                     | комедия, романтичен              |                             |
| 2008   | Mamma Mia!                                   | Mamma mia!                                                   | Хари                                 | Филида Лойд                    | музикален, комедия, романтичен   |                             |
| 2008   | Генуа                                        | A Summer in Genova                                           | Джо                                  | Майкъл Уинтърботъм             | драма, мистерия, романтичен      |                             |
| 2008   | Семейна война                                | Easy Virtue                                                  | Мистър Уитакър                       | Стивън Елиът                   | комедия, романтичен              |                             |
| 2009   | Дориан Грей                                  | Dorian Gray                                                  | Лорд Хенри Уотън                     | Оливър Паркър                  | драма, мистерия, фентъзи         |                             |
| 2009   | Самотен мъж                                  | A Single Man                                                 | Джордж                               | Том Форд                       | драма, романтичен                |                             |
| 2009   | Св. Тринианс 2: Легенда за златото на Фритън | St. Trinian's 2                                              | Джофри Туейтс                        | Оливър Паркър, Барнаби Томас   | комедия, приключенски, семеен    |                             |
| 2010   |                                              | The Promised Land                                            |                                      | Майкъл Уинтърботъм             | трилър                           |                             |
| 2010   | Речта на краля                               | The King's Speech                                            | Джордж VI                            | Том Хупър                      | драма, биографичен, исторически  |                             |
| 2010   | Главната улица                               | Main Street                                                  | Гус Лерой                            | Джон Дойл                      | драма                            |                             |
| 2010   |                                              | Behind the Carol: The Full Motion-Capture Experience         | Фред                                 | Робърт Земекис                 | драма, фентъзи                   | късометражен                |
| 2010   | Стив                                         | Steve                                                        | Стив                                 | Рупърт Френд                   | драма                            | късометражен                |
| 2011   | Дама, поп, асо, шпионин                      | Tinker Tailor Soldier Spy                                    | Бил Хейдън                           | Томас Алфредсон                | драма, трилър                    |                             |
| 2012   | Звезди в късометражни филми                  | Stars in Shorts                                              | Стив                                 | Рупърт Френд и др.             | комедия                          | късометражен; сегмент Steve |
| 2012   | Артър Нюмън, професионален голфаджия         | Arthur Newman                                                | Артър Нюман                          | Данте Ариола                   | драма                            |                             |
| 2012   | Гамбит                                       | Gambit                                                       | Хари Диан                            | Майкъл Хофман                  | комедия, драма                   |                             |
| 2013   | Дяволски възел                               | Devil's Knot                                                 | Рон Лакс                             | Етом Агоян                     | биографичен, драма, криминален   |                             |
| 2013   | Затворник на миналото                        | The Railway Man                                              | Ерик                                 | Джонатан Теплицки              | биографичен, драма, романтичен   |                             |
| 2014   | Kingsman: Тайните служби                     | Kingsman: The Secret Service                                 | агент (Kingsman) Хари Харт / Галахад | Матю Вон                       | екшън, приключенски, комедия     |                             |
| 2014   | Преди да заспя                               | Before I Go To Sleep                                         | Бен Лукас / Майк                     | Роуън Джофи                    | драма, трилър                    |                             |
| 2014   | Магия в полунощ                              | Magic in the Moonlight                                       | Станли                               | Уди Алън                       | комедия, драма, романтичен       |                             |
| 2016   | Геният                                       | Genius                                                       | Макс Пъркинс                         | Майкъл Грандейдж               | драма, биографичен               |                             |
| 2016   | Бриджит Джоунс: Бебе на хоризонта            | Bridget Jones's Baby                                         | Марк Дарси                           | Шарън Магуайър                 | комедия, драма, романтичен       |                             |
| 2017   | Наистина е Денят на червения нос             | Red Nose Day Actually                                        | Джейми                               | Ричард Къртис, Мат Уайткрос    | комедия, романтичен              | късометражен                |
| 2017   | Kingsman: Златният кръг                      | Kingsman: The Golden Circle                                  | Хари Харт / Галахад                  | Матю Вон                       | екшън, приключенски, комедия     |                             |
| 2018   | Милост                                       | The Mercy                                                    | Доналд Кроухърст                     | Джеймс Марш                    | приключенски, драма, биографичен |                             |
| 2018   | Щастливият принц                             | The Happy Prince                                             | Реджи Търнър                         | Рупърт Евърет                  | драма, биографичен               |                             |
| 2018   | Mamma Mia! Отново заедно                     | Mamma Mia! Here We Go Again                                  | Хари                                 | Ол Паркър                      | комедия, музикален, романтичен   |                             |
| 2018   | Курск                                        | The Command или Kursk                                        | Ком. Дейвид Ръсъл                    | Томас Винтерберг               | драма, екшън, исторически        |                             |
| 2018   | Мери Попинз се завръща                       | Mary Poppins Returns                                         | Уилкинс/Уолф                         | Роб Маршал                     | семеен                           |                             |
| 2019   | 1917                                         | 1917                                                         | Ген. Еринмор                         | Сам Мендес                     | драма, военен                    |                             |
| 2019   |                                              | Greed                                                        | себе си                              | Майкъл Уинтърботъм             | комедия                          |                             |
| 2020   | Тайната градина                              | Secret Garden                                                | Арчибалд Крейвън                     | Марк Мъндън                    | семеен, драма, фентъзи           |                             |
| 2020   | Пътуване към спомените                       | Supernova                                                    | Сам                                  | Хари Макуин                    | драма, романтичен                |                             |
| 2021   | Операция „Дезинформация“                     | Operation Mincemeat                                          | Йън Монтагю                          | Джон Мадън                     | драма, военен                    |                             |
| 2021   | Денят на майката (Майчина неделя)            | Mothering Sunday                                             | г-н Нивън                            | Ева Хъсън                      | драма                            |                             |
| 2022   | Империята на светлината                      | Empire of Light                                              | Доналд Елис                          | Сам Мендес                     | драма, романтичен                |                             |
| 2023   |                                              | Rye Lane                                                     | приготвящ бурито                     | Рейн Алън-Милър                | комедия, драма                   | некредитиран                |
|        |                                              | Curtain-Call                                                 |                                      | Ананд Тъкър                    |                                  |                             |
|        |                                              |                                                              | New York Will Eat You Alive          |                                | Тод Шраус-Шулсон                 | екшън                       |
|        |                                              | Kingsman: The Blue Blood                                     | Хари Харт                            | Матю Вон                       | екшън                            |                             |

| Година      | Заглавие                | Оригинално заглавие    | Роля                      | филмов жанр                 | Епизод                                          | Бележки    |
| ----------- | ----------------------- | ---------------------- | ------------------------- | --------------------------- | ----------------------------------------------- | ---------- |
| 1984        |                         | Crown Court            | Франклин                  | драма                       | Citizens: Part 1                                |            |
| 1986        |                         | Lost Empires           | Ричард Хърнкасъл          | драма                       | Всички 7 еп.                                    | минисериал |
| 1991        |                         | The Play on One        | Алан                      | драма                       | Out of the Blue                                 |            |
| 1994        |                         | Ruth Rendell Mysteries | Стивън Уолби              | криминален, драма, мистерия | Master of the Moor                              |            |
| 1994 – 1995 |                         | Performance            | Чарлз Холройд/Фреди Пейдж | драма                       | The Widowing of Mrs. Holroyd, The Deep Blue Sea |            |
| 1995        | Гордост и предразсъдъци | Pride and Prejudice    | Мистър Дарси              | драма, романтичен           | Всички 6 части                                  | минисериал |
| 1996 – 1997 |                         | Nostromo               | Чарлз Гулд                | биографичен, криминален     | Всички 4 части                                  | минисериал |
| 2022        | Стълбището              | The Staircase          | Майкъл Питърсън           | драма, криминален           | сезон 1, еп. 1 – 8                              | минисериал |

| година | оригинално заглавие                                                                                    | роля                | Бележки            |
| ------ | --- | ------------------- | ------------------ |
| 1984   | Arena (еп. From an Immigrant's Notebook)                                                               | разказвач           | тв сериал          |
| 1995   | Pride & Prejudice: From Page to Screen                                                                 | себе си             | тв филм            |
| 1999   | Shakespeare in Love and on Film                                                                        | себе си             | тв филм            |
| 2000   | Windmills on the Clyde: Making 'Donovan Quick'                                                         | себе си             | тв филм            |
| 2002   | At the Angelika (еп. от 3 юни)                                                                         | себе си             | тв сериал          |
| 2002   | Forever Ealing                                                                                         | себе си             | тв филм            |
| 2003   | The Storytellers                                                                                       | Себе си, Джейми     | видео късометражен |
| 2004   | The Mini Break to Austria                                                                              | себе си, Марк Дарси | видео късометражен |
| 2004   | The Big Figtht                                                                                         | себе си, Марк Дарси | видео късометражен |
| 2005   | Same Bridget, Brand New Diary                                                                          | себе си             |                    |
| 2006   | Pride and Prejudice: Lasting Impressions                                                               | Мистър Дарси        | тв филм            |
| 2007   | The Money Programme (еп. Once More with Ealing)                                                        | себе си             |                    |
| 2008   | Mamma Mia: The Making of Mamma Mia                                                                     | себе си/ Хари       | видео късометражен |
| 2008   | Mamma Mia!: Gimme! Gimme! Gimme! Music Video                                                           | себе си             | видео късометражен |
| 2008   | Mamma Mia!: Becoming a Singer                                                                          | себе си             | видео късометражен |
| 2008   | Mamma Mia!: Anatomy of a Musical Number – Lay All Your Love on Me                                      | себе си             | видео късометражен |
| 2008   | Mamma Mia!: A Look Inside 'Mama Mia! The Movie'                                                        | себе си             | видео късометражен |
| 2009   | A Single Man: Making of a Single Man                                                                   | себе си/ Джордж     | видео късометражен |
| 2010   | Arena (еп. Harold Pinter: A Celebration)                                                               | разл. лица          | тв сериал          |
| 2010   | The People Speak UK                                                                                    | себе си             | филм               |
| 2010   | Capturing Dickens: A Novel Retelling                                                                   | себе си             | видео късометражен |
| 2011   | 60 Minutes (еп. Scott Brown: The King's Speech)                                                        | себе си като актьор | тв сериал          |
| 2011   | The King's Speech: A Courageous Journey                                                                | себе си             | тв филм            |
| 2011   | Interview with Mark Logue                                                                              | Джордж VII          | видео късометражен |
| 2011   | King George VI: The Man Behind the King's Speech                                                       | себе си             |                    |
| 2011   | Der Weg des Ruhms                                                                                      |                     | филм               |
| 2012   | Tinker Tailor Soldier Spy: UK Premiere Featurette                                                      | себе си             | видео късометражен |
| 2012   | Earth's Most Threatened Tribe                                                                          | себе си             | късометражен       |
| 2014   | Pride and Prejudice: Keepsake Edition – The Definitive Pride and Prejudice                             | Мистър Дарси        | видео късометражен |
| 2014   | Pride and Prejudice: Keepsake Edition – Love or Money? Courtship and Marriage in 'Pride and Prejudice' | Мистър Дарси        | видео късометражен |
| 2015   | Kingsman: The Secret Service Revealed                                                                  | себе си             | видео              |
| 2016   | Under the Radar: The Mike Edmonds Story                                                                | себе си             | филм               |
| 2016   | Eye in the Sky: Morals                                                                                 | себе си             | видео късометражен |
| 2016   | Eye in the Sky: Perspectives                                                                           | себе си             | видео късометражен |
| 2017   | Full Circle: The Making of Bridget Jones's Baby                                                        | себе си             | видео късометражен |
| 2017   | Loving v. Virginia                                                                                     | себе си             | видео късометражен |
| 2017   | Kingsman: Inside the Golden Circle                                                                     | себе си             | видео              |
| 2018   | Mamma Mia! Here We Go Again: HBO First Look                                                            | себе си             | тв късометражен    |
| 2019   | Under the Radar: The Mike Edmonds Story                                                                | себе си             | филм               |
| 2019   | Hugh Grant: A Life on Screen                                                                           | себе си             | тв филм            |
| 2020   | Being Bridget Jones                                                                                    | себе си             | филм               |

| година | заглавие      | оригинално заглавие | роля | режисьор       | жанр        |
| ------ | ------------- | ------------------- | ---- | -------------- | ----------- |
| 2009   | Коледна песен | A Christmas Carol   | Фред | Робърт Земекис | анимационен |

| година | оригинално заглавие                                                                | част от                                               |
| ------ | ---------------------------------------------------------------------------------- | ----------------------------------------------------- |
| 2002   | Lady Come Down                                                                     | Колко е важно да бъдеш сериозен                       |
| 2007   | Love Is In The Air                                                                 | Свети Тринианс                                        |
| 2008   | Our Last Summer, Take A Chance On Me, Waterloo, Take A Chance On Me (Film Version) | Mamma Mia!                                            |
| 2010   | Camptown Races                                                                     | Речта на краля                                        |
| 2018   | Dancing Queen, Super Trouper                                                       | Mamma Miaǃ: Отново заедно                             |
| 2018   | Our Last Summer                                                                    | Everything Wrong with Mamma Mia in 15 Minutes or Less |
| 2020   | Salut d'Amour                                                                      | Пътуване към спомените                                |

| Година | Оригинално заглавие   | Роля        | автор              | режисьор        | Бележки  |
| ------ | --------------------- | ----------- | ------------------ | --------------- | -------- |
| 1983   | Another Country       | Гай Бенет   | Джулиан Мичъл      | Марек Каниевска |          |
| 1984   | The Doctor's Dilemma  | Луи Дюбда   | Джордж Бърнард Шоу |                 |          |
| 1985   | The Lonely Road       | Феликс      |                    |                 |          |
| 1987   | Desire Under the Elms | Ебън        | Юджийн О'Нийл      |                 |          |
| 1991   | The Caretaker         | Астън       | Харолд Пинтър      |                 |          |
| 1993   | Chatsky               | Чатски      |                    |                 |          |
| 1994   | The Deep Blue Sea     | Фреди Пейдж | Терънс Ратиган     | Карел Рейш      | тв пиеса |
| 1999   | Three Days of Rain    | Уолкър/Нед  | Ричард Грийнберг   |                 |          |

Продуцент
- Eye in the Sky (2015), екшън, Гевин Худ
- Loving (2016), биографична драма, реж. Джеф Никълс
- The Happy Prince (2018), биографична драма, реж. Рупърт Еверет
- Amá (2018), документален филм, реж. Лорна Тъкър
- Squaring the Circle: The Story of Hipgnosis (2022), документален филм, реж. Антон Корбиин

Изпълнителен продуцент
- In Preason My Whole Life (2007), документален филм, реж. Марк Еванс
- Bondage for Freedom (2009), късометражен филм, реж. Нийл Колиър
- The People Speak UK (2010), документален филм, реж. Антъни Арноув, Колин Фърт и Стюарт Макдоналд
- Official Secrets (2019), биографична драма, реж. Гевин Худ